# Calodactylodes illingworthorum
Espèce
Synonymes
- Calodactylodes illingworthi Deraniyagala, 1953

Calodactylodes illingworthorum est une espèce de geckos de la famille des Gekkonidae.

## Répartition
Cette espèce est endémique du Sri Lanka.

## Étymologie
Cette espèce est nommée en l'honneur de Margaret et Percy Illingworth.
Selon Bauer et Das en 2000 le respect de la grammaire latine impose de nommer cette espèce Calodactylodes illingworthorum et non Calodactylodes illingworthi au pluriel pour deux personnes.

## Publication originale
- Deraniyagala, 1953 : A new Calodactylodes gecko from Ceylon. Journal of the Royal Asiatic Society, vol. 3, n. 1, p. 27-28.